# Псевдоматематика

Квадратура круга: площі цього квадрата і цього кола дорівнюють π. З 1882 року відомо, що цю фігуру неможливо побудувати за скінченну кількість кроків за допомогою ідеалізованого циркуля та лінійки. Тим не менш, «докази» таких конструкцій були опубліковані навіть через 50 років.

Псевдоматематика, або математична хитрість, — це діяльність, схожа на математику, яка не відповідає рамкам строгості формальної математичної практики. Спільними областями псевдоматематики є розв'язання проблем, які виявилися нерозв'язними або визнані експертами надзвичайно складними, а також спроби застосувати математику в областях, які не піддаються кількісному вимірюванню. Людина, яка займається псевдоматематикою, називається псевдоматематик. Псевдоматематика має еквіваленти в інших наукових галузях і може збігатися з іншими темами, які характеризуються як псевдонаука.
Псевдоматематика часто містить математичні помилки, виконання яких пов'язане з елементами обману, а не справжніми, невдалими спробами розв'язати проблему. Надмірне захоплення псевдоматематикою може призвести до того, що практикуючого отримають ярлик дивака. Оскільки вона заснована на нематематичних принципах, псевдоматематика не пов'язана з помилковими спробами справжніх доказів. Дійсно, такі помилки часто трапляються в кар'єрі математиків-любителів, деякі з яких досягають видатних результатів.
Тема математичних хитрощів була широко досліджена математиком Андервудом Дадлі, який написав кілька популярних праць про математичні хитрощі та їхні ідеї.

## Приклади
Одним із поширених типів підходів є заява про розв'язання класичної проблеми, математичну нерозв'язність якої доведена. Типовими прикладами цього є такі побудови в евклідовій геометрії — використання лише циркуля та лінійки:
- Квадратура кола: за даним довільним колом намалювати квадрат такої самої площі.
- Подвоєння куба: дано довільний куб, намалювати куб із подвоєним об'ємом.
- Трисекція кута: дано довільний кут, треба розділити його на три менші кути, усі однакового розміру[2][3][4].

Протягом понад 2000 років багато людей намагалися знайти такі конструкції, але не змогли; у 19 столітті доведено, що всі вони є неможливими:47.
Іншим відомим випадком були «ферматисти», які закидали математичні інститути проханнями перевірити їхні докази останньої теореми Ферма.
Іншим поширеним підходом є неправильне розуміння стандартних математичних методів і наполягання на тому, що використання або знання вищої математики є якимось чином обманом або введенням в оману (наприклад, заперечення діагонального аргументу Кантора:40ff або теореми Геделя про неповноту):167ff.

## Історія
Термін псевдоматиматик був введений логіком Августом Де Морганом, відкривачем законів Де Моргана, у його «Бюджеті парадоксів» (1872). Де Морган написав:
Псевдоматиматик — це людина, яка справляється з математикою, як мавпа з бритвою. Істота спробувала поголитися, як він бачив, як це робив його господар; але, не маючи жодного уявлення про кут, під яким слід тримати бритву, він перерізав собі горло. Він ніколи не пробував вдруге, бідна тварина! але псевдоматиматик продовжує свою роботу, проголошує себе гладко поголеним, а весь інший світ волохатим.
Де Морган назвав Джеймса Сміта прикладом псевдоматиматика, який стверджував, що довів, що π дорівнює точно 3+1/8 Про Сміта Де Морган писав: «Він, безсумнівно, найкращий голова в нерозумності та найкращий майстер у написанні цього з усіх, хто в наш час намагався прив'язати свої імена до помилки». Пізніше термін псевдоматиматик був прийнятий Тобіасом Данцигом. Данциг зауважив:
З приходом нового часу відбулося безпрецедентне зростання псевдоматематичної діяльності. Протягом 18-го століття всі наукові академії Європи бачили себе в облозі квадратників, трисекторів, дублікаторів і конструкторів perpetuum mobile, голосно вимагаючи визнання їхніх епохальних досягнень. У другій половині того століття неприємність стала настільки нестерпною, що одна за одною академії були змушені припинити перевірку запропонованих рішень.
Термін псевдоматематика застосовувався до спроб у ментальних і соціальних науках кількісно визначити вплив того, що зазвичай вважається якісним. Зовсім недавно цей самий термін був застосований до спроб креаціоністів спростувати теорію еволюції за допомогою фальшивих аргументів, нібито заснованих на теорії ймовірності або складності, як-от концепція визначеної складності прихильника розумного задуму Вільяма Дембскі.

## Подальше читання
- Underwood Dudley (1987), A Budget of Trisections, Springer Science+Business Media. ISBN 978-1-4612-6430-9. Revised and reissued in 1996 as The Trisectors, Mathematical Association of America. ISBN 0-88385-514-3.
- Clifford Pickover (1999), Strange Brains and Genius, Quill. ISBN 0-688-16894-9.
- Bailey, David H.; Borwein, Jonathan M.; de Prado, Marcos López; Zhu, Qiji Jim (2014). Pseudo-Mathematics and Financial Charlatanism: The Effects of Backtest Overfitting on Out-of-Sample Performance (PDF). Notices of the AMS. 61 (5): 458—471. doi:10.1090/noti1105.